# Lucia Annibali
Lucía Annibali (Urbino, 18 de septiembre de 1977) es una abogada y política italiana.

## Biografía
Nacida en Urbino en 1977, Annibali se graduó en Derecho por la Universidad de Urbino y trabajó unos años como abogada.
Su nombre fue noticia el 16 de abril de 2013, cuando dos hombres enviados por su exnovio, Luca Varani, le arrojaron una botella de ácido a la cara. En 2016 se ratifica la decisión sobre el recurso de apelación de la sentencia de 2014 y Luca Varani fue condenado a 20 años de prisión por intento de asesinato y acoso físico, mientras que los dos hombres que materialmente cometieron el crimen fueron condenados a 12 años de prisión.
Annibali relató su historia en el libro Io ci sono. La mia storia di no amore (Estoy aquí. Mi historia de no amor), escrito con el periodista Giusi Fasano y publicado en 2014.
El 21 de noviembre de 2013, el Presidente de la República Giorgio Napolitano la nombró Caballero de la Orden del Mérito de la República italiana.
Después de un año como asesora de la exministra Maria Elena Boschi en relación con la lucha contra la violencia de género, en las elecciones generales de 2018 Annibali fue elegida a la Cámara de Diputados por el Partido Demócrata.